# Étienne Roda-Gil
Étienne Roda-Gil (nascido Estèva Roda i Gil, Montauban, 1º de agosto de 1941 - Paris, 28 de maio de 2004) foi um dos mais famosos letristas franceses, autor do êxito de Vanessa Paradis, Joe le Taxi.

## Biografia
Étienne Roda-Gil nasce no campo de refugiados de Réalville, em França. Era filho de Antonio Roda Vallès, operário de tipografia e comissário político comunista cujos ideais foram herdados por Roda-Gil, e Leonor Gil Garcia, ambos  espanhóis, catalães republicanos exilados. Sofre alguma xenofobia pela sua origem ao entrar para a escola, quando a família se muda para um apartamento num subúrbio de Paris. Ao leccionar o Liceu Henri IV, os seus professores, tal como Jean-Louis Bory, acordam nele a paixão pela literatura, conhecendo a obra de poetas como Federico García Lorca, Charles Baudelaire, Arthur Rimbaud, Stéphane Mallarmé, entre outros. 
Roda-Gil é chamado ao serviço militar em 1959, durante a guerra de independência Argelina, mas foge para Londres, onde se torna uma figura conhecida no Soho. Regressa a Paris em 1968, onde trabalha como delegado de informação médica, e conhece Julien Clerc, que o convence a escrever a letra para uma canção, que se há-de tornar La Cavalerie, um dos primeiros êxitos de Clerc. Os dois tornam-se amigos e colaboradores durante uma década. Escrevem canções como La Californie, Ce n'est rien, Niagara, Si on chantait?, e This Melody. Roda-Gil começa a ser conhecido internacionalmente, e a escrever para artistas dentre os quais de destacam Mort Shuman, Juliette Gréco e France Gall, entre outros. Colabora ainda com Roger Waters e Andrzej Żuławski.
Em 1987, escreve Joe le taxi, inspirado pelas experiências da taxista Maria José Leão dos Santos na noite parisiense. Esta música fica conhecida mundialmente pela voz de Vanessa Paradis, e será novamente um êxito pela mão de 2 Many DJs.
Para Gréco escreve uma série de canções que irão formar o álbum homónimo, em 1993. Escreve no total mais de 700 canções para artistas como Johnny Hallyday, Claude François, Françoise Hardy, Patricia Kaas, Julio Iglesias etc.
Étienne Roda-Gil morreu em Paris no dia 28 de maio de 2004, aos 62 anos, de um acidente vascular cerebral.

## Reconhecimento
- Vence o Grand Prix de La Chanson da Société des Auteurs, Compositeurs et Éditeurs de Musique (SACEM) em 1989
- On l'appelait Roda, um documentário sobre a sua vida, realizado por Charlotte Silvera, é produzido em 2018[7]